# Гайнетдинов, Мавлетбай Сулейманович
Мавлетбай Сулейманович Гайнетдинов (14 мая 1938, Верхнеиткулово, Башкирская АССР — 6 июня 2014, Уфа) — башкирский эстрадный певец, артист. Народный артист Республики Башкортостан (1993), заслуженный артист Башкирской АССР (1984).

## Биография
В 1971 году окончил Уфимское училище искусств (вокальное отделение, класс М. Х. Хисматуллина).
С 1971 года — солист-вокалист Башкирской государственной филармонии имени Хусаина Ахметова, с 1981 по 2002 годы — солист фольклорного ансамбля «Ядкар» («Йэдкэр»), организованного баянистом М.Гайнитдиновым и реж. Ф. Ихсановым. Получил известность как исполнитель башкирских народных песен узун-кюй. Первый исполнитель песен композиторов Х. Ф. Ахметова, Б. М. Гайсина, А. М. Кубагушева, Р. Х. Сахаутдиновой, Н. А. Мустакимова, А. Р. Хальфетдинова.
Известен как исполнитель образцов народной музыкально-поэтической классики: «Буранбай», «Урал», «Сибай», «Бейеш», «Акхак-Кола» и др.
В 2008 году певец снялся в полнометражном художественном фильме «Ловец ветра». Фирма «Мелодия» выпускала пластинки певца.
Гастролировал по районам СССР, России, Германии, Турции.
Похоронен в деревне Иткулово Ишимбайского района.

## Награды и звания
- Лауреат Республиканского конкурса молодых певцов на приз имени Г.Альмухаметова (1970)
- Заслуженный артист Башкирской АССР (1984)
- Народный артист Республики Башкортостан (1993)